# Wa Kamissoko
Wa Kamissoko (Krina, Mali, 1925 - Dankan Koroni, Guinée, 1976) était un griot traditionniste malien.

## Biographie
Issu d'une communauté de griots traditionnistes chargés de perpétuer la mémoire de la bataille de Kirina et de l'empire du Mali qui y fut fondé, il avait acquis une profonde connaissance de la tradition orale mandingue.
À la suite de sa rencontre en avril 1957 avec l'ethnologue malien Youssouf Tata Cissé, les deux hommes se lièrent d'une grande amitié, Wa décidant de devenir le griot attitré de Y. T. Cissé.
Ayant pris conscience de l'érudition du griot, Youssouf Tata Cissé décida d'entreprendre, avec lui, une exploration systématique de la tradition mandingue, à commencer par celle de l'empire du Mali. Cette collaboration permit un important approfondissement de la connaissance de l'histoire des grands empires d'Afrique de l'Ouest et des grandes épopées mandingues comme l'épopée de Soundiata.
Il participa en janvier 1975 et février 1976 aux colloques sur la tradition orale organisés à Bamako par la Fondation SCOA pour la promotion de la recherche scientifique en Afrique Noire (aujourd'hui, ARSAN) où il fut interrogé sur divers sujets par un panel d'historiens et d'africanistes de toutes origines.
Le nom de Wa Kamissoko a été donné à l'une des salles du palais des congrès de Bamako.

## Ouvrages
Wa Kamissoko ne savait ni lire ni écrire. Ses récits furent enregistrés par Youssouf Tata Cissé, qui les recoupa d'une part entre eux et d'autre part avec ceux d'autres traditionalistes, afin d'en dégager les constantes.
- La grande geste du Mali, 2000, Karthala-ARSAN  (ISBN 2865372065 et 2865373266)
- Soundiata ou la gloire du Mali, 1991, Karthala-ARSAN   (ISBN 2-811-10261-2).

## Colloques de Bamako
- Actes du premier colloque de Bamako de 1975, 1975, ARSAN ;
- Actes du deuxième colloque de Bamako de 1976, 1977, ARSAN.